# رودخانه آیش
رودخانه آیش (به انگلیسی: Eisch) رودخانهای به‌طول ۲۸ کیلومتر است که در بلژیک، لوکزامبورگ جریان دارد.